# Funkiella
Funkiella es un género de orquídeas . Tiene cuatro especies. Se encuentra en México y Centroamérica.

## Especies deFunkiella
A continuación se brinda un listado de las especies del género Funkiella aceptadas hasta mayo de 2011, ordenadas alfabéticamente. Para cada una se indica el nombre binomial seguido del autor, abreviado según las convenciones y usos y la publicación válida.
1. Funkiella hyemalis (A.Rich. & Galeotti) Schltr., Beih. Bot. Centralbl. 37(2): 431 (1920) - especie tipo
2. Funkiella stolonifera (Ames & Correll) Garay, Bot. Mus. Leafl. 29: 320 (1980 publ. 1982)
3. Funkiella tenella (L.O.Williams) Szlach., Fragm. Florist. Geobot. 39: 435 (1994)
4. Funkiella versiformis Szlach., Fragm. Florist. Geobot. 39: 435 (1994)